# Apogonia nitidula
Apogonia nitidula är en skalbaggsart som beskrevs av Thomson 1858. Apogonia nitidula ingår i släktet Apogonia och familjen Melolonthidae. Inga underarter finns listade i Catalogue of Life.